# Нелсон, Джейден
Дже́йден Не́лсон (англ. Jayden Nelson; родился 26 сентября 2002) — канадский футболист, вингер клуба «Русенборг» и сборной Канады.

## Клубная карьера
Уроженец Торонто, Нелсон начал футбольную карьеру в академии клуба «Брамптон». С 2016 года тренировался в футбольной академии клуба «Торонто». 2 сентября 2017 года дебютировал за команду «Торонто III» в Лиге 1 Онтарио в матче против «Торонто Скиллз». 17 июня 2018 года забил свой первый гол за «Торонто III» в игре против команды «Уинсор». 5 апреля 2019 года дебютировал за «Торонто II» в матче Лиги один ЮСЛ против «Орландо Сити B».
23 января 2020 года Нелсон подписал «доморощенный контракт» с первой командой «Торонто». В MLS дебютировал 26 июля в матче ⅛ финала Турнира MLS is Back против «Нью-Йорк Сити». 9 апреля 2022 года в матче против «Реал Солт-Лейк» забил свой первый гол в MLS.
8 февраля 2023 года Нелсон перешёл в клуб чемпионата Норвегии «Русенборг», подписав контракт до 2026 года. За «Русенборг» дебютировал 16 апреля в матче против «Молде». 4 июня в матче против «Хам-Кама» забил свой первый гол за «Русенборг».

## Карьера в сборной
13 августа 2017 года Нелсон дебютировал за сборную Канады до 15 лет в матче против ровесников из США. В мае 2019 года в составе сборной Канады до 17 лет сыграл на чемпионате КОНКАКАФ до 17 лет. В матче против сборной Гватемалы сделал хет-трик. Затем он забил в матчах против Кюрасао и против Коста-Рики, а его сборная квалифицировалась на юношеский чемпионат мира в Бразилии. В декабре 2019 года Нелсон был признан лучшим игроком года в составе юношеских сборных Канады.
В январе 2020 года был вызван в первую сборную Канады на предстоящие товарищеские матчи против Барбадоса и Исландии. 7 января он дебютировал за сборную Канады в игре против сборной Барбадоса, выйдя на замену во втором тайме, а три дня спустя забил свой первый гол за сборную, также в игре против Барбадоса.
В июне 2023 года Нелсон был включён в предварительный состав сборной Канады на Золотой кубок КОНКАКАФ 2023. Первоначально он не вошёл в основной состав, но 26 июня был вызван в окончательный состав вместе с Лиамом Фрейзером в качестве замены Сэму Адекугбе и Стивену Эуштакиу.

## Личная жизнь
Джейден родился в Канаде в семье выходцев с Ямайки.

## Достижения
«Торонто»
- Победитель Первенства Канады: 2020